# Wistow (Cambridgeshire)
Pour les articles homonymes, voir Wistow.
Wistow est une paroisse civile et un village du Cambridgeshire, en Angleterre.